# Mistrzostwa Świata w Łucznictwie 1957
18. Mistrzostwa Świata w Łucznictwie odbyły się 18–21 lipca 1957 w Pradze w Czechosłowacji. Organizatorem była Międzynarodowa Federacja Łucznicza. 

## Medaliści

### Strzelanie z łuku klasycznego
| Konkurencja            | Złoto                                                                 | Srebro                                                              | Brąz                                                            |
| Indywidualnie kobiet   | Carole Meinhart                                                       | Ann Clark                                                           | Betty Schmidt                                                   |
| Indywidualnie mężczyzn | O.K. Smathers                                                         | Joe Fries                                                           | Sylvester Chessman                                              |
| Drużynowo kobiet       | Stany Zjednoczone · Ann Clark · Carole Meinhart · Betty Schmidt       | Czechosłowacja · Eliška Šafránková · Irena Brizová · Věra Kutilová  | Wielka Brytania · Joyce Warner · Sadia Miles · Patricia Flower  |
| Drużynowo mężczyzn     | Stany Zjednoczone · Sylvester Chessman · Joseph Fries · O.K. Smathers | Szwecja · Sten-Erik Carlsson · Karl-Erik Thorsson · Alf Holstensson | Finlandia · Väinö Ansala · Olavi Kallionpää · Birger Weurlander |

## Klasyfikacja medalowa
| Lp. | Państwo           | Złoto | Srebro | Brąz | Razem |
| 1.  | Stany Zjednoczone | 4     | 2      | 2    | 8     |
| 2.  | Czechosłowacja    | 0     | 1      | 0    | 1     |
| 2.  | Szwecja           | 0     | 1      | 0    | 1     |
| 4.  | Finlandia         | 0     | 0      | 1    | 1     |
| 4.  | Wielka Brytania   | 0     | 0      | 1    | 1     |